# Historia zbawienia
Historia zbawienia – w teologii chrześcijańskiej oznacza działanie Boga w historii rodzaju ludzkiego w celu ofiarowania zbawienia. Oznacza także samą historię działania Bożego, czyli naukę o tym, jak konkretyzowało się zbawienie w poszczególnych epokach dziejów. Pojęcie pokrewne do ekonomii zbawienia lub nawet z nią utożsamiane. 

## Charakterystyka
Pojęcie to zakłada, że cała historia ludzkości jest miejscem działania Boga. 
W teologii biblijnej historia zbawienia jest rozumiana jako sukcesywne urzeczywistnianie się planów Bożych w historii ludzkości. Wymienia się następujące ważne etapy historii zbawienia: stworzenie człowieka, grzech pierworodny i wygnanie z raju, symbolizujące odcięcie od Boga jako źródła życia. Następnie interwencje Boga w życie Izraela jako Narodu wybranego w epoce Starego Testamentu, począwszy od powołania Abrahama. Punktem kulminacyjnym jest misterium paschalne Jezusa Chrystusa, a następnie dzieje Kościoła w pełni czasów (por. Ga 4,4). Wypełnieniem historii zbawienia ma być powszechne zmartwychwstanie, sąd ostateczny i życie wieczne.
Zbawcze doświadczenia w czasach przedchrześcijańskich i w świecie pozachrześcijańskim, które zachodziły i zachodzą z inicjatywy Boga, ukierunkowane są ku czasowi łaski (kairos) – pełni czasów zapoczątkowanej w Jezusie Chrystusie (por. Ga 4,4). W węższym znaczeniu historia zbawienia oznacza odrębne wydarzenia zbawcze, które prowadziły do zbawienia w sensie ścisłym tzn. misterium paschalnego Jezusa Chrystusa. Zwykle za początek tej historii przyjmuje się przymierze z Mojżeszem, które jednak w Starym Testamencie przygotowane jest przez wcześniejsze wydarzenia, jak np. historię wybrania Abrahama i jego wiary (por. Rdz rozdz. 12-23) - można właściwie cofnąć się aż do początku historii ludzkości. Jej charakter jest zarówno zbiorowy jak i indywidualny, mający zawsze podobną strukturę, tzn. występują w niej zawsze  przymierze i zgromadzenie ludu Bożego-Kościół / (hebr.) qahal, (gr.) εκκλεσια - ekklesia / najpierw w Starym Testamencie a potem w Nowym, ukierunkowanie chrystocentryczne i eschatologiczne. W teologii katolickiej do niejako renesansu tego pojęcia przyczyniła się zwłaszcza teologia biblijna, która wykazała, że zbawienie nie jest rzeczywistością pozahistoryczną, że historia zbawienia dokonywała się w ramach świeckiej historii.
Historia zbawienia była częstym tematem refleksji Ojców Kościoła w ich konfrontacji z doktrynami judaizmu, jak również gnostycyzmu i filozofii pogańskich. Przykładem może być dzieło Państwo Boże Augustyna z Hippony. W średniowieczu została wyparta przez scholastyczną teologię spekulatywną, którą interesowały metafizyczne prawdy powszechne i konieczne. Powrót dokonał się w XIX i XX w., poprzez zwrot ku egzystencjalnym i historycznym zagadnieniom ludzkiego życia i samego zbawienia. W Kościele katolickim temat historii zbawienia zajął ważne miejsce w czasie obrad Soboru watykańskiego II (1962-1965), zwłaszcza w konstytucji dogmatycznej Dei Verbum - o Objawieniu Bożym.

## Historia zbawienia a ekonomia zbawienia
Historia zbawienia często bywa utożsamiana z ekonomią zbawienia. Zgodnie z Pismem Świętym i Ojcami Kościoła, np. nauczaniem Ignacego Antiocheńskiego i Ireneusza z Lyonu, ekonomia zbawienia jest samym planem, zamysłem Bożym dotyczącym zbawienia ludzkości i stopniowo objawianym i dziejącym się w historii:

Przecież słyszeliście o udzieleniu przez Boga łaski / (gr.) οικονομια της χαριτος του Θεου - oikonomia tes charitos / danej mi dla was, (3) że mianowicie przez objawienie oznajmiona mi została ta tajemnica, jaką pokrótce przedtem opisałem.  Dlatego czytając [te słowa] możecie się przekonać o moim zrozumieniu tajemnicy Chrystusa. Nie była ona oznajmiona synom ludzkim w poprzednich pokoleniach, tak jak teraz została objawiona przez Ducha świętym Jego apostołom i prorokom, to znaczy, że poganie już są współdziedzicami i współczłonkami Ciała, i współuczestnikami obietnicy w Chrystusie Jezusie przez Ewangelię. Jej sługą stałem się z daru łaski udzielonej mi przez Boga na skutek działania Jego potęgi. Mnie, zgoła najmniejszemu ze wszystkich świętych, została dana ta łaska: ogłosić poganom jako Dobrą Nowinę niezgłębione bogactwo Chrystusa i wydobyć na światło, czym jest wykonanie tajemniczego planu / (gr.) οικονομια του μυστεριου - oikonomia tou mysteriou), ukrytego przed wiekami w Bogu, Stwórcy wszechrzeczy.  (Ef 1, 3-9, por. 3,1-13).

## Etapy historii zbawienia
W ramach jednej ekonomii zbawienia można wyróżnić poszczególne ekonomie, które wyraziły się w kolejnych przymierzach Boga z ludzkością i kolejnych etapach:
- Etap pierwszy: od stworzenia świata do czasów przed Abrahamem. W tym czasie miały miejsce dwa przymierza z Adamem i z Noem - ekonomia prawa naturalnego, inaczej prawa powszechnego.
- Etap drugi: Stare Przymierza, od powołania Abrahama do Chrystusa -  ekonomia prawa Mojżeszowego.
- Etap trzeci: Od Wcielenia do paruzji - ekonomia Nowego Prawa Ewangelii, Prawa Ducha Świętego (por. 2 Kor 3,1-18; Rz 8, 1-5; por. Ez 36,26-27; Jr 31:31-34)[4].

### Rola judaizmu w historii zbawienia
W łonie judaizmu w ciągu wieków ukształtowała się wiara w przyjście Mesjasza - począwszy od obrazowych proroctw Starego Testamentu, podtrzymywanych następnie w pismach apokryficznych okresu Drugiej Świątyni, który trwał od ok. 500 przed. Chr. do 70 po Chr. Wiara ta kontynuowana była w Talmudzie i w nauczaniu wielkich mędrców judaizmu aż po nasze czasy. To oczekiwanie na mesjasza jest świadectwem historii zbawienia, tego że Bóg przygotowywał zbawienie stopniowo, zapowiadając je przez proroków.